# Complots à Versailles (série littéraire)

Complots à Versailles est une série de romans d’Annie Jay. Elle tire son titre du premier volume, Complot à Versailles.

## Une série au bout de dix-sept ans
La série compte quatre romans, mettant en scène huit personnages récurrents. Les héros : Cécile Drouet, Pauline de Saint-Béryl, Guillaume de Saint-Béryl, et Silvère Galéas des Réaux, et quatre personnages aux rôles secondaires : Elisabeth de Coucy, Thomas de Pontfavier, Héloïse de Montviviers et Philippe de Floréac.
À l’origine, le premier volume, Complot à Versailles, n’est pas destiné à faire partie d’une série. Publié en 1993, il s’agit du premier roman d’Annie Jay. Il est suivi, en 1995, par À la poursuite d'Olympe, qui remet en scène deux personnages secondaires de la série, Elisabeth et Thomas, et deux des héros, Pauline et Silvère. Ces derniers ont un rôle bien moins important que dans le premier roman.
En 2010, l’auteur publie La Dame aux élixirs, qui fait suite à Complot à Versailles. L’année suivante, un troisième tome est publié : il s’agit de L'Aiguille empoisonnée.
Le 9 février 2014, sur le site de Je Bouquine, Annie Jay annonce qu’il n’y aura sans doute pas de quatrième tome, l’éditeur ne le souhaitant pas. Mais en 2017, un quatrième volet, Le trésor des Rovigny, à l'intrigue plus centrée sur Cécile et sa famille, est publié.

## Romans

### Complot à Versailles
Le premier volume de la série, Complot à Versailles, est écrit en 1993.
Il met en scène la famille de Saint-Béryl : Guillaume et Pauline, les petits-enfants du chevalier Charles de Saint-Béryl, injustement disgracié à la suite des manœuvres politiques du Cardinal Mazarin.
En février 1676, Guillaume de Saint-Béryl sauve de la noyade une petite fille. Celle-ci, amnésique depuis son accident, se donne le nom de Cécile et est adoptée par Catherine Drouet, une ancienne servante des Saint-Béryl. Elle grandit avec Pauline, qui devient sa meilleure amie.
Six ans plus tard, les Saint-Béryl sont graciés et Pauline et Guillaume se rendent à Versailles. Cécile accompagne son amie. Les deux jeunes filles ne tardent pas à découvrir que les intrigues et les complots sont monnaie courante à la Cour.

### La Dame aux élixirs
Dans ce deuxième volume, Annie Jay s’intéresse au monde des fabricants de parfums et de crèmes de beauté.
À la fin du mois d’octobre 1682, une demoiselle de la Reine Marie-Thérèse tombe gravement malade après avoir pris une dose trop forte d’élixir de beauté. Cécile Drouet décide de mener son enquête et découvre que derrière la fabricante d’élixir, Madame Jouvence, se cache une femme qui vendait des poisons et pratiquait des messes noires avant l’Affaire des Poisons.

### L'Aiguille empoisonnée
Après avoir exploré le monde des fabricants d’élixirs, le troisième tome de la série est centré sur celui de la couture.
Agnès Bonneval, qui possède un talent hors du commun pour créer des robes de Cour, est condamnée à rester dans l’ombre car la loi interdit aux femmes de créer et de coudre des vêtements de dessus.
La jeune fille est enlevée un soir, quelques jours avant Noël. Le lendemain, on constate la disparition des bijoux de la Reine. Agnès est aussitôt accusée du vol. Cécile Drouet décide de retrouver son amie et de l’innocenter, alors que le Château de Versailles est le théâtre de plusieurs morts suspectes.

### Le trésor des Rovigny
1682. La cour s'installe à Chambord. Pour Cécile, c'est l'occasion rêvée de rendre visite à son grand-père, le baron de Rovigny, qu'elle n'a encore jamais rencontré. C'est compter sans Mme Fortin, la gouvernante du baron, qui ne lui permet pas de le voir. Les ennuis ne font que commencer... Sa cousine disparaît, le fiancé de cette dernière est agressé, et la rumeur court que le baron serait empoisonné. Plus que jamais; Cécile doit fait preuve d'esprit et de prudence pour résoudre cet alarmant mystère.

### À la poursuite d’Olympe
Bien qu’il ne fasse pas partie de la série, le deuxième roman d’Annie Jay, À la poursuite d’Olympe, se rattache aux trois autres romans par ses personnages.
Le livre met en scène une jeune fille de la noblesse, Olympe de Clos-Renault. Celle-ci a été instruite dès son plus jeune âge par un précepteur engagé par sa mère, une précieuse qui estimait que les filles ont droit à la même éducation que les garçons. Depuis la mort de sa mère, Olympe vit au couvent. Quand son père décide d’en faire une religieuse, elle s’enfuit et découvre qu’il a dilapidé sa dot et détourné son héritage, et que sa belle-mère complote contre le Roi.
Au cours de son enquête, Olympe se rend à Versailles et retrouve Élisabeth, Thomas, Pauline et Silvère.

## Personnages
Cécile Drouet. Cécile est une mystérieuse orpheline amnésique que Guillaume de Saint-Béryl a sauvée de la noyade. Elle ignore tout de son passé mais fait fréquemment des cauchemars dans lesquels apparait un homme en noir. Ses souvenirs commencent à lui revenir peu après son arrivée à Versailles, où une domestique de la Reine remarque sa ressemblance avec Doña Maria Luisa, une noble espagnole dont le fils aîné a été assassiné en 1676 avec sa femme et sa fille unique, dont le corps n’a pas été retrouvé.
Guillaume de Saint-Béryl. Guillaume est le petit-fils du chevalier Charles de Saint-Béryl. Il sauve Cécile en février 1676 et finit par en tomber amoureux. Il la seconde dans ses enquêtes dans les deux tomes suivants. Dans L’Aiguille empoisonnée, Cécile le présente comme le Chevalier de Saint-Béryl, ce qui laisse supposer que son grand-père, malade dans le deuxième tome, est décédé.
Pauline de Saint-Béryl. Pauline est la sœur cadette de Guillaume et la meilleure amie de Cécile. Elle apparait comme une excellente danseuse, mais une très mauvaise musicienne. Elle s’attire les foudres de la Marquise de Montespan, l’ancienne favorite, après avoir été vue seule avec le Roi Soleil, et se fiance avec Silvère Galéas des Réaux pour échapper à un mariage arrangé par la Marquise.
Silvère Galéas, comte des Réaux. Silvère est un jeune homme orphelin de père, dont la fortune intéresse beaucoup de jeunes femmes de la Cour, qu’il repousse toujours, car il n’approuve pas le mariage de raison. L’une d’elles se venge en faisant croire qu’il est homosexuel. Silvère accepte de faire croire qu’il est fiancé à Pauline pour la sauver d’un mariage forcé, ce qui lui permet de tenir à distance les marieuses de la Cour.
Elisabeth de Coucy. Elisabeth est demoiselle de la Reine. Très riche, elle est fiancée à Thomas de Pontfavier, qu’elle ne connait pas. Elle se lie rapidement d’amitié avec Pauline, dont elle admire la beauté, alors qu’elle-même est dotée d’un physique peu avantageux. Complexée par sa prétendue laideur, elle se vexe quand Thomas avoue l’avoir confondue avec Pauline et ne se réconciliera avec lui qu’à la fin du premier tome, après qu’il l’a défendue contre les hommes de main de Claude de Vin des Œillets.
Thomas de Pontfavier. Thomas est le cousin germain des Saint-Béryl. Il apparait comme un jeune homme gaffeur mais fier de sa famille. Fiancé à Elisabeth, qu’il ne connait pas, il tombe sous son charme avant même d’apprendre qui elle est et tente de la conquérir par tous les moyens. Après leurs fiançailles, ils ne cesseront de se chamailler et de se réconcilier.
Héloïse de Montviviers. Héloïse est demoiselle de la Reine. Noble mais pauvre, elle espionne pour le compte de Madame de Montespan. Elle convoite la fortune de Silvère Galéas des Réaux et cherche à l’épouser par tous les moyens, ce qui fait d’elle la rivale de Pauline. Elle n’apparait pas dans le troisième tome, car elle est renvoyée par Madame de Montespan à la fin de La dame aux Elixirs.
Philippe de Floréac. Philippe apparait pour la première fois dans La dame aux Elixirs. Il travaille sous les ordres de Toussaint Rose, le secrétaire du Roi. Pour obliger Silvère à avouer son amour à Pauline, Elisabeth persuade Philippe de faire semblant de courtiser la jeune fille. Par la suite, les deux rivaux deviendront d’excellents amis et Philippe les secondera pour contrecarrer les intrigues de Madame de Montespan et pour aider Cécile dans ses enquêtes.